# 오태경 (배우)
오태경(1983년 1월 29일 ~ )은 대한민국의 배우이다.

## 학력
- 경희대학교 연극영화학과 학사

## 출연작

### 영화
- 1993년 영화 《화엄경》 ... 어린 선재 역
- 1993년 영화 《미스터 김치 박사》
- 2000년 영화 《성난 얼굴로 돌아보라》
- 2001년 영화 《고양이를 부탁해》
- 2002년 영화 《사랑을 예약하세요》
- 2003년 영화 《올드보이》 ... 청년 오대수 역
- 2003년 영화 《해피 에로 크리스마스》 ... 조동관 역
- 2004년 영화 《알포인트》 ... 장영수 병장 역
- 2005년 영화 《코마》
- 2005년 영화 《다섯 개의 시선》
- 2005년 영화 《배낭을 멘 소년》
- 2006년 영화 《각설탕》 ... 철이 역
- 2006년 영화 《음란서생》 ... 정서 역 (특별출연)
- 2006년 영화 《해변의 여인》 ... 큰 횟집종업원 역
- 2007년 영화 《황진이》 ... 괴똥이 역
- 2007년 영화 《해부학 교실》 ... 기범 역
- 2009년 영화 《그림자 살인》 ... 민수현 역
- 2010년 영화 《나쁜놈이 더 잘잔다》
- 2010년 영화 《꿈은 이루어진다》
- 2010년 영화 《날강도》
- 2011년 영화 《마이웨이》
- 2012년 영화 《음치클리닉》 ... (우정출연)
- 2012년 영화 《해피앤드 101가지 부부이야기》 ... 우현 역
- 2014년 영화 《조난자들》 ... 학수 역
- 2015년 영화 《야경꾼》 ... 야경꾼 역
- 2016년 영화 《널 기다리며》 ... 정민수 역
- 2017년 영화 《꾼》 ... 태동 역
- 2018년 영화 《흥부》 ... 김두남 역
- 2018년 영화 《더 펜션》 ... 유괴범 역
- 2018년 영화 《반신반의》
- 2019년 영화 《힘을 내요, 미스터 리》 ... 기섭 역
- 2020년 영화 《시,나리오》 ... 경태 역
- 2023년 영화 《좋.댓.구》 ... 오태경 역
- 2023년 영화 《찬란한 나의 복수》 ... 영태 역
- 2023년 영화 《독친》 ... 오 형사 역
- 2024년 영화 《막걸리가 알려줄거야》 ... 자연인 MC 역 (우정출연)

### 드라마
- 1996년 《사춘기》
- 1997년 《전원일기》
- 1998년 《육남매》 - 이창희 역
- 1999년 《허준》 - 허겸(허준 아들) 역
- 1999년 《학교》 - 7회, 신화의 동생 동화 역
- 2000년 《소설 목민심서》
- 2000년 《도둑의 딸》
- 2004년 《토지》 - 최윤국 역
- 2005년 《김약국의 딸들》 - 지한돌 역
- 2008년 《신의 저울》 - 장용하(26세, 28세) 역
- 2012년 《신의 퀴즈 3》 - 최규석 역
- 2014년 《신의 선물 - 14일》- 장문수 역
- 2015년 《냄새를 보는 소녀》 - 양석진 역
- 2019년 《빅이슈》 - 남진석 역
- 2019년 《호텔 델루나》 - 정은석 역 (특별출연)

## 수상 경력
- 1993년 제4회 춘사대상영화제 심사위원특별아역상[2] 《화엄경》